# Otto von Berndt
Otto Josef Ritter von Berndt (Tiefenbach, 18. travnja 1865. – Beč, 3. prosinca 1957.) je bio austrougarski general i vojni zapovjednik. Tijekom Prvog svjetskog rata obnašao je dužnost načelnika stožera 4. armije, te zapovijedao 4. konjičkom i 29. pješačkom divizijom na Istočnom i Talijanskom bojištu.

## Vojna karijera
Otto von Berndt je rođen 18. travnja 1865. u Tiefenbachu. Sa sedam godina ostao je siroče, te je brigu o njemu preuzeo njegov djed koji je živio u Benešovu nad Ploučincima. Tu pohađa i osnovnu školu. Srednju školu pohađa u Češkoj Lipoj, nakon čega završava i trgovačku akademiju u Beču. S 19 godina stupa kao dragovoljac u vojsku, te služi u sastavu 1. dragunske pukovnije u tvrđavi Terezin. Godine 1888. postaje profesionalni vojnik. Nakon toga služi naizmjenično u konjičkim postrojbama, te obnaša stožerne dužnosti. Godine 1901. s činom bojnika služi u Glavnom stožeru, da bi 1909. bio imenovan zapovjednikom 5. dragunske pukovnije. Navedenom pukovnijom zapovijeda do početka Prvog svjetskog rata.

## Prvi svjetski rat
Na početku Prvog svjetskog rata imenovan je zapovjednikom 13. konjičke brigade. Ubrzo međutim, krajem kolovoza 1914., postaje zapovjednikom 4. konjičke divizije zamijenivši na tom mjestu Edmunda von Zarembu. Istodobno je promaknut i u čin general bojnika. S 4. konjičkom divizijom tijekom 1914. sudjeluje u Bitci kod Rava-Ruske, te Bitci kod Limanowe-Lapanowa. Početkom 1915. divizija sudjeluje u Karpatskoj ofenzivi, te u svibnju u ofenzivi Gorlice-Tarnow. U rujnu 1915. postaje zapovjednikom Konjičkog korpusa Berndt, ali istim zapovijeda samo do kraja tog mjeseca jer je imenovan načelnikom stožera 4. armije kojom je zapovijedao Josef Ferdinand. S 4. armijom u ljeto 1916. sudjeluje u zaustavljanju Brusilovljeve ofenzive. 
Krajem 1916. ponovno se vraća na mjesto zapovjednika 4. konjičke divizije koja se nalazila u sastavu 2. armije. Navedenom divizijom zapovijeda do početka srpnja 1918. kada preuzima zapovjedništvo nad 29. pješačkom divizijom koja se nalazila na Talijanskom bojištu. U međuvremenu je, u kolovozu 1917., promaknut u čin podmaršala, dok mu je u siječnju 1918. car Karlo dodijelio plemićki naslov. Dvadeset i devetom pješačkom divizijom zapovijeda do kraja kolovoza 1918.

## Poslije rata
Nakon završetka rata Berndt je s 1. siječnjem 1919. umirovljen. Nakon umirovljenja živio je u čehoslovačkom gradu Znojmu, a nakon Drugog svjetskog rata kao izbjeglica u Beču. U Beču je i preminuo 3. prosinca 1957. u 93. godini života.